# Grönhuvad bergstjärna
Grönhuvad bergstjärna (Oreotrochilus stolzmanni) är en nyligen urskiljd fågelart i familjen kolibrier.

## Utseende och läte
Grönhuvad bergstjärna är en liten kolibri med mycket vitt i stjärten. Hanen har en glänsande smaragdgrön strupe och en svart strimma på den ljusa buken. Honan är rätt färglös, men känns igen på något nedåtböjd näbb, fläckad strupe och mönstret på stjärten.

## Utbredning och systematik
Fågeln förekommer i Anderna i norra och centrala Peru (Cajamarca, Huánuco) samt även rapporterad från sydligaste Ecuador (sydöstra Loja). Den betraktades tidigare oftast som underart till punabergstjärna (Oreotrochilus estella) och vissa gör det fortfarande. Den urskiljs dock allt oftare som egen art.

## Levnadssätt
Grönhuvad bergsstjärna hittas högt uppe i Anderna, i klippiga och buskiga dalar, byar och alla typer av halvöppna och öppna blommor med tillgång på blommor. Den bygger ofta sitt bo under takfoten på byggnader eller broar, en voluminös skål gjord av växtmaterial och ull från alpackor som skyddar den kalla nätter.

## Status
Arten har ett stort utbredningsområde och beståndet anses vara stabilt. Internationella naturvårdsunionen IUCN listar den därför som livskraftig (LC).

## Namn
Fågelns vetenskapliga artnamn hedrar Jan Stanislaw Sztolcman (1854-1928), polsk zoolog verksam som samlare av specimen i tropiska Amerika 1875-1881 och 1882-1884.